# امیر زیدلی
امیر زیدلی (به لاتین: Əmirzeydli) یک منطقه مسکونی در جمهوری آذربایجان است که در شهرستان بیلقان واقع شده است. امیر زیدلی ۸۸۷ نفر جمعیت دارد.